# Fussballclub Biel/Bienne 2013-2014
Questa voce raccoglie le informazioni riguardanti il Fussballclub Biel/Bienne nelle competizioni ufficiali della stagione 2013-2014.

## Stagione
Nella stagione 2013-2014 il Bienna, allenato da Hans-Peter Zaugg, concluse il campionato di Challenge League al 7º posto. In Coppa Svizzera il Bienna fu eliminato agli ottavi di finale dal Thun.

## Rosa
| N. |                                 | Ruolo | Calciatore          |
| -- | ------------------------------- | ----- | ------------------- |
| 1  | Francia (bandiera)              | P     | Franck Grasseler    |
| 2  | Svizzera (bandiera)             | D     | Ivo Zangger         |
| 3  | Svizzera (bandiera)             | D     | André Pazeller      |
| 4  | Bosnia ed Erzegovina (bandiera) | D     | Mustafa Sejmenović  |
| 5  | Italia (bandiera)               | D     | Emiliano Etchegoyen |
| 6  | Svizzera (bandiera)             | D     | Aron Liechti        |
| 7  | Nigeria (bandiera)              | C     | Steven Ukoh         |
| 9  | Svizzera (bandiera)             | A     | Kaua Safari         |
| 10 | Svizzera (bandiera)             | C     | Pietro Di Nardo     |
| 10 | Francia (bandiera)              | C     | Mathieu Salamand    |
| 11 | Svizzera (bandiera)             | A     | Nico Siegrist       |
| 14 | Svizzera (bandiera)             | A     | Gaëtan Karlen       |

| N. |                     | Ruolo | Calciatore        |
| -- | ------------------- | ----- | ----------------- |
| 17 | Svizzera (bandiera) | D     | Mehdi Challandes  |
| 17 | Svizzera (bandiera) | C     | Thibault Corbaz   |
| 19 | Svizzera (bandiera) | C     | Janick Kamber     |
| 19 | Svizzera (bandiera) | A     | Cristian Miani    |
| 20 | Svizzera (bandiera) | D     | Fabio De Feo      |
| 21 | Svizzera (bandiera) | P     | Pablo Molina      |
| 22 | Svizzera (bandiera) | A     | Giuseppe Morello  |
| 23 | Svizzera (bandiera) | D     | Gianluca Hossmann |
| 23 | Francia (bandiera)  | C     | Norman Peyretti   |
| 24 | Svizzera (bandiera) | A     | Nenad Bijelić     |
| 25 | Nigeria (bandiera)  | C     | Seyi Adeleke      |
| 26 | Svizzera (bandiera) | D     | Jérémy Manière    |

## Organigramma societario
Area tecnica
- Allenatore: Hans-Peter Zaugg
- Allenatore in seconda: Brian Weber
- Preparatore dei portieri: Peter Scheurer
- Preparatori atletici:

## Calciomercato

### Sessione estiva
| Acquisti | Acquisti          | Acquisti        | Acquisti |
| R.       | Nome              | da              | Modalità |
| -------- | ----------------- | --------------- | -------- |
| C        | Seyi Adeleke      | Salernitana     |          |
| A        | Sherif Ashraf     | Haras El-Hodood |          |
| P        | Franck Grasseler  | Kriens          |          |
| D        | Gianluca Hossmann | Grasshoppers    |          |
| A        | Altin Osmani      | Winterthur      |          |
| P        | Pablo Molina      | Soletta         |          |
| D        | André Pazeller    | Zofingen        |          |
| A        | Nico Siegrist     | Lucerna         |          |

| Cessioni | Cessioni             | Cessioni        | Cessioni |
| R.       | Nome                 | a               | Modalità |
| -------- | -------------------- | --------------- | -------- |
| A        | Matar Coly           | Losanna         |          |
| C        | Charles-André Doudin | Neuchâtel Xamax |          |
| D        | Sandro Galli         | Breitenrain     |          |
| A        | Garry Germann        | Delémont        |          |
| D        | Jules Hamidou        | Delémont        |          |
| D        | César Ledesma        | Münsingen       |          |
| P        | Anthony Mossi        | Delémont        |          |
| P        | Laurent Walthert     | Neuchâtel Xamax |          |

### Sessione invernale
| Acquisti | Acquisti            | Acquisti            | Acquisti |
| R.       | Nome                | da                  | Modalità |
| -------- | ------------------- | ------------------- | -------- |
| A        | Nenad Bijelić       | Wohlen              |          |
| C        | Mathieu Salamand    | Thun                |          |
| A        | Gaëtan Karlen       | Sion                |          |
| D        | Emiliano Etchegoyen | General Paz Juniors |          |
| C        | Thibault Corbaz     | Basilea II          |          |

| Cessioni | Cessioni     | Cessioni         | Cessioni |
| R.       | Nome         | a                | Modalità |
| -------- | ------------ | ---------------- | -------- |
| D        | Isaac Bamele | Grenchen         |          |
| C        | Ramon Egli   | Breitenrain      |          |
| A        | Altin Osmani | Old Boys Basilea |          |

## Risultati

### Challenge League

#### Prima fase, girone di andata
| Arbitro: | Jancevski |

|             |           |  |
| Šimunac 59’ | Marcatori |  |

| Arbitro: | Gut |

|                               |           |              |
| Di Nardo 60’ (rig.) Miani 67’ | Marcatori | 35’ Bengondo |

| Arbitro: | Huwiler |

|             |           |           |
| Forzano 49’ | Marcatori | 3’ Osmani |

| Arbitro: | Graf |

|          |           |                    |
| Ukoh 51’ | Marcatori | 55’ (aut.) Manière |

| Arbitro: | Superczynski |

|                                                                   |           |                      |
| Ukoh 9’ Manière 30’ Morello 36’ Miani 43’ Siegrist 56’ Ashraf 90’ | Marcatori | 76’ Bijelić 81’ Guto |

| Arbitro: | Klossner |

|            |           |                       |
| Tahipi 28’ | Marcatori | 3’ Morello 89’ Ashraf |

| Arbitro: | Jancevski |

|         |           |           |
| Gül 67’ | Marcatori | 63’ Miani |

| Arbitro: | Huwiler |

|  |           |                                   |
|  | Marcatori | 9’ Neumayr 48’ Sutter 76’ Schürpf |

| Arbitro: | Jancevski |

|                               |           |  |
| Mihajlović 51’ Ciarrocchi 52’ | Marcatori |  |

#### Prima fase, girone di ritorno
| Arbitro: | Schärer |

|                                                   |           |             |
| Morello 15’, 49’ Osella 22’ (aut.) Challandes 29’ | Marcatori | 37’ Šimunac |

| Arbitro: | Superczynski |

|                       |           |                                                    |
| Bijelić 11’ Paiva 28’ | Marcatori | 12’ Osmani 26’ Challandes 35’ Morello 83’ Siegrist |

| Arbitro: | Gut |

|  |           |                                   |
|  | Marcatori | 13’ Holenstein 87’ (rig.) Cerrone |

| Arbitro: | Bieri |

|                                                   |           |              |
| Sutter 39’, 49’ von Niederhäusern 82’ Ciccone 87’ | Marcatori | 35’ Siegrist |

| Arbitro: | Jancevski |

|                |           |  |
| Sejmenović 41’ | Marcatori |  |

| Arbitro: | Fähndrich |

|                                       |           |                 |
| Tréand 57’ (rig.) Roux 84’ Fessou 90’ | Marcatori | 33’ (aut.) Dams |

| Arbitro: | Huwiler |

|             |           |  |
| Schuler 89’ | Marcatori |  |

| Arbitro: | Superczynski |

|             |           |                                     |
| Morello 12’ | Marcatori | 40’ Urbano 72’ Sabbatini 90’ Markaj |

| Arbitro: | Schnyder |

|  |           |              |
|  | Marcatori | 39’ Frontino |

#### Seconda fase, girone di andata
| Arbitro: | Jancevski |

|                               |           |                         |
| Frontino 27’ Rossini 60’, 82’ | Marcatori | 45’ Salamand 64’ Safari |

| Arbitro: | Schärer |

|                 |           |                            |
| Karlen 20’, 36’ | Marcatori | 48’ Regazzoni 90’ Magnetti |

| Arbitro: | Gut |

|                           |           |                         |
| Kuzmanovic 8’ Schuler 90’ | Marcatori | 42’ Safari 75’ Salamand |

| Arbitro: | Hänni |

|                         |           |            |
| Sejmenović 1’ Miani 68’ | Marcatori | 67’ Ramizi |

| Arbitro: | Huwiler |

|  |           |                                     |
|  | Marcatori | 18’ Marazzi 68’ Marković 86’ Routis |

| Arbitro: | Fähndrich |

|                                           |           |                                                    |
| Sabbatini 42’, 73’ Markaj 48’ Tosetti 51’ | Marcatori | 20’ Sejmenović 38’ Salamand 53’ Zangger 90’ Safari |

| Arbitro: | Pache |

|           |           |               |
| Karlen 1’ | Marcatori | 15’ Tabaković |

| Arbitro: | Bieri |

|             |           |           |
| Hassell 53’ | Marcatori | 63’ Miani |

| Arbitro: | Graf |

|                                   |           |            |
| Neumayr 27’ Muntwiler 55’ Pak 88’ | Marcatori | 90’ Karlen |

#### Seconda fase, girone di ritorno
| Arbitro: | Schnyder |

|                     |           |                          |
| Salamand 29’ (rig.) | Marcatori | 4’ Sabbatini 76’ Guarino |

| Arbitro: | Gut |

|  |           |                                      |
|  | Marcatori | 60’ Morello 64’ Etchegoyen 80’ Miani |

| Arbitro: | Fähndrich |

|                |           |                                |
| Etchegoyen 87’ | Marcatori | 17’ Mangold 80’ (rig.) Rossini |

| Arbitro: | Huwiler |

|                                                    |           |                                     |
| Brown 3’, 76’ Audino 39’ Holenstein 71’ Júnior 85’ | Marcatori | 17’ Etchegoyen 21’, 30’, 55’ Karlen |

| Arbitro: | San |

|                     |           |             |
| Doumbia 2’ Roux 57’ | Marcatori | 90’ Morello |

| Arbitro: | Gut |

|                          |           |              |
| Siegrist 11’ Morello 59’ | Marcatori | 27’ Abegglen |

| Arbitro: | Studer |

|                         |           |                            |
| Siegrist 29’ Safari 88’ | Marcatori | 40’ Monighetti 52’ Hassell |

| Arbitro: | Klossner |

|                          |           |  |
| Đurić 74’ Ciarrocchi 86’ | Marcatori |  |

| Arbitro: | Huwiler |

|                 |           |                            |
| Karlen 50’, 77’ | Marcatori | 18’ Kuzmanovic 89’ Schuler |

### Coppa Svizzera
| 18 agosto 2013, ore 14:30 CEST Primo turno | Concordia Basilea | 2 – 4 | Bienne |  |

| 14 settembre 2013, ore 17:00 CEST Secondo turno | Bavois | 0 – 4 | Bienne |  |

| Arbitro: | Klossner |

|  |           |             |
|  | Marcatori | 93’ Hediger |

## Statistiche

### Statistiche di squadra
| Competizione     | Punti | In casa | In casa | In casa | In casa | In casa | In casa | In trasferta | In trasferta | In trasferta | In trasferta | In trasferta | In trasferta | Totale | Totale | Totale | Totale | Totale | Totale | DR  |
| Competizione     | Punti | G       | V       | N       | P       | Gf      | Gs      | G            | V            | N            | P            | Gf           | Gs           | G      | V      | N      | P      | Gf     | Gs     | DR  |
| ---------------- | ----- | ------- | ------- | ------- | ------- | ------- | ------- | ------------ | ------------ | ------------ | ------------ | ------------ | ------------ | ------ | ------ | ------ | ------ | ------ | ------ | --- |
| Challenge League | 37    | 18      | 6       | 5       | 7       | 28      | 30      | 18           | 3            | 5            | 10           | 28           | 38           | 36     | 9      | 10     | 17     | 56     | 68     | -12 |
| Coppa Svizzera   | -     | 1       | 0       | 0       | 1       | 0       | 1       | 2            | 2            | 0            | 0            | 8            | 2            | 3      | 2      | 0      | 1      | 8      | 3      | +5  |
| Totale           | 37    | 19      | 6       | 5       | 8       | 28      | 31      | 20           | 5            | 5            | 10           | 36           | 40           | 39     | 11     | 10     | 18     | 64     | 71     | -7  |

### Andamento in campionato
| Giornata  | 1 | 2 | 3 | 4 | 5 | 6 | 7 | 8 | 9 | 10 | 11 | 12 | 13 | 14 | 15 | 16 | 17 | 18 | 19 | 20 | 21 | 22 | 23 | 24 | 25 | 26 | 27 | 28 | 29 | 30 | 31 | 32 | 33 | 34 | 35 | 36 |
| --------- | - | - | - | - | - | - | - | - | - | -- | -- | -- | -- | -- | -- | -- | -- | -- | -- | -- | -- | -- | -- | -- | -- | -- | -- | -- | -- | -- | -- | -- | -- | -- | -- | -- |
| Luogo     | T | C | T | C | C | T | T | C | T | C  | T  | C  | T  | C  | T  | T  | C  | C  | T  | C  | T  | C  | C  | T  | C  | T  | T  | C  | T  | C  | T  | T  | C  | C  | T  | C  |
| Risultato | P | V | N | N | V | V | N | P | P | V  | V  | P  | P  | V  | P  | P  | P  | P  | P  | N  | N  | V  | P  | N  | N  | N  | P  | P  | V  | P  | P  | P  | V  | N  | P  | N  |
| Posizione | 9 | 5 | 5 | 6 | 5 | 4 | 4 | 4 | 6 | 4  | 4  | 5  | 5  | 5  | 6  | 6  | 7  | 7  | 7  | 7  | 7  | 7  | 7  | 7  | 7  | 7  | 7  | 7  | 7  | 7  | 7  | 7  | 7  | 7  | 7  | 7  |

Legenda:

Luogo: C = Casa; T = Trasferta. Risultato: V = Vittoria; N = Pareggio; P = Sconfitta.

### Statistiche dei giocatori
| Giocatore     | Challenge League | Challenge League | Challenge League | Challenge League | Coppa Svizzera | Coppa Svizzera | Coppa Svizzera | Coppa Svizzera | Totale   | Totale | Totale      | Totale     |
| Giocatore     | Presenze         | Reti             | Ammonizioni      | Espulsioni       | Presenze       | Reti           | Ammonizioni    | Espulsioni     | Presenze | Reti   | Ammonizioni | Espulsioni |
| ------------- | ---------------- | ---------------- | ---------------- | ---------------- | -------------- | -------------- | -------------- | -------------- | -------- | ------ | ----------- | ---------- |
| S. Adeleke    | 12               | 0                | 2                | 1                | 1              | 0              | 1              | 0              | 13       | 0      | 3           | 1          |
| S. Ashraf     | 9                | 2                | 0                | 0                | 0              | 0              | 0              | 0              | 9        | 2      | 0           | 0          |
| I. Bamele     | 0                | 0                | 0                | 0                | 0              | 0              | 0              | 0              | 0        | 0      | 0           | 0          |
| N. Bijelić    | 4                | 0                | 0                | 0                | 0              | 0              | 0              | 0              | 4        | 0      | 0           | 0          |
| M. Challandes | 23               | 2                | 1                | 0                | 1              | 0              | 1              | 0              | 24       | 2      | 2           | 0          |
| T. Corbaz     | 13               | 0                | 2                | 0                | 0              | 0              | 0              | 0              | 13       | 0      | 2           | 0          |
| F. De Feo     | 13               | 0                | 2                | 1                | 1              | 0              | 0              | 0              | 14       | 0      | 2           | 1          |
| P. Di Nardo   | 25               | 1                | 8                | 1                | 1              | 0              | 1              | 0              | 26       | 1      | 9           | 1          |
| R. Egli       | 9                | 0                | 1                | 0                | 0              | 0              | 0              | 0              | 9        | 0      | 1           | 0          |
| E. Etchegoyen | 11               | 3                | 1                | 1                | 0              | 0              | 0              | 0              | 11       | 3      | 1           | 1          |
| B. Geiger     | 14               | 0                | 3                | 0                | 1              | 0              | 0              | 0              | 15       | 0      | 3           | 0          |
| F. Grasseler  | 27               | 0                | 2                | 0                | 0              | 0              | 0              | 0              | 27       | 0      | 2           | 0          |
| G. Hossmann   | 14               | 0                | 0                | 0                | 1              | 0              | 0              | 0              | 15       | 0      | 0           | 0          |
| J. Kamber     | 13               | 0                | 4                | 0                | 0              | 0              | 0              | 0              | 13       | 0      | 4           | 0          |
| G. Karlen     | 17               | 9                | 3                | 0                | 0              | 0              | 0              | 0              | 17       | 9      | 3           | 0          |
| A. Liechti    | 0                | 0                | 0                | 0                | 0              | 0              | 0              | 0              | 0        | 0      | 0           | 0          |
| J. Manière    | 31               | 1                | 7                | 0                | 1              | 0              | 0              | 0              | 32       | 1      | 7           | 0          |
| C. Miani      | 29               | 6                | 3                | 0                | 1              | 0              | 0              | 0              | 30       | 6      | 3           | 0          |
| P. Molina     | 9                | 0                | 0                | 0                | 1              | 0              | 0              | 0              | 10       | 0      | 0           | 0          |
| G. Morello    | 24               | 9                | 3                | 1                | 1              | 0              | 0              | 0              | 25       | 9      | 3           | 1          |
| E. N'Lend     | 0                | 0                | 0                | 0                | 0              | 0              | 0              | 0              | 0        | 0      | 0           | 0          |
| A. Osmani     | 14               | 2                | 1                | 0                | 0              | 0              | 0              | 0              | 14       | 2      | 1           | 0          |
| A. Pazeller   | 33               | 0                | 1                | 0                | 1              | 0              | 0              | 0              | 34       | 0      | 1           | 0          |
| N. Peyretti   | 26               | 0                | 1                | 0                | 1              | 0              | 0              | 0              | 27       | 0      | 1           | 0          |
| K. Safari     | 29               | 4                | 5                | 0                | 0              | 0              | 0              | 0              | 29       | 4      | 5           | 0          |
| M. Salamand   | 17               | 4                | 3                | 0                | 0              | 0              | 0              | 0              | 17       | 4      | 3           | 0          |
| M. Sejmenović | 29               | 3                | 4                | 0                | 1              | 0              | 1              | 0              | 30       | 3      | 5           | 0          |
| N. Siegrist   | 31               | 5                | 3                | 0                | 1              | 0              | 0              | 0              | 32       | 5      | 3           | 0          |
| S. Ukoh       | 5                | 2                | 0                | 0                | 0              | 0              | 0              | 0              | 5        | 2      | 0           | 0          |
| I. Zangger    | 17               | 1                | 3                | 0                | 0              | 0              | 0              | 0              | 17       | 1      | 3           | 0          |